# Jeffrey Nape
Jeffrey Nape CMG († 8. Juli 2016) war ein papua-neuguineischer Politiker.

## Biografie
Nape begann seine politische Laufbahn mit der Wahl zum Abgeordneten des Versammlungshauses (House of Assembly). Am 28. Mai 2004 wurde er als Nachfolger von Bill Skate zum Sprecher des Parlaments (Speaker of Parliament) gewählt.
Damit verbunden war zugleich das Amt des amtierenden Generalgouverneurs (Acting Governor General), da das Amt des Generalgouverneurs seit dem Ausscheiden von Generalgouverneur Sir Silas Atopare am 20. November 2003 vakant war und per Verfassung vom Parlamentssprecher in derartigen Fällen ausgeübt wird. Am 29. Juni 2004 übergab er das Amt an den neu ernannten Generalgouverneur Paulias Matane.
Nach den allgemeinen Parlamentswahlen im Jahr 2007 wurde er am 13. August 2007 wieder zum Parlamentssprecher gewählt und konnte sich bei der Abstimmung mit 86 zu 22 Stimmen gegen den Kandidaten der Opposition Bart Philemon durchsetzen. Noch am selben Tag wurde er von Generalgouverneur Sir Paulias Matane vereidigt.
Am 10. März 2010 kam es zu einem Eklat im Parlament, als Nape einen Misstrauensantrag des oppositionellen Abgeordneten Sam Basil, der Unterstützung von Bart Philemon sowie einem Hinterbänkler der Regierungskoalition, Thompson Harokaqveh, bekam, als unzulässig zurückwies, da nach seiner Ansicht gegenüber dem Parlamentspräsidenten ein derartiges Misstrauensvotum unzulässig sei. Grund des Rücktrittsersuchens von Basil war der schlechte Zustand des Parlamentsgebäudes in Bezug auf die Toiletten, Klimatisierung und schlechtes Essen in der Kantine des Parlaments und die nicht wahrgenommene Abhilfe, für die laut Basil der Parlamentspräsident die Verantwortung trägt. Das Verhalten von Nape wurde dabei auch von dem früheren Premierminister und jetzigen Gouverneur der Provinz New Ireland, Julius Chan, als unrechtmäßig zurückgewiesen.
Vom 13. Dezember 2010 bis zum 20. Dezember 2010 war Jeffery Nape zum zweiten Mal amtierender 
Generalgouverneur.